# 国鉄C99形コンテナ
国鉄C99形コンテナ（こくてつC99がたコンテナ）は、かつて日本国有鉄道（国鉄）が保有した、鉄道輸送用5 ft有蓋コンテナである。

## 概要
国鉄は1966年（昭和41年）度に2.5 t 積み試作有蓋コンテナ925形を開発製造した。本コンテナは国鉄が唯一所有した2.5 t 積みコンテナである。東急車輛製造（925）と富士重工業（926）にて1個ずつ製作された。片側妻面1方開き式クレーン上吊り対応コンテナであり、フォークリフト荷役の便宜のための前後左右いずれの方向からでも荷役可能な4方差し構造である。
本コンテナを積載可能なコンテナ車はコキ10000形コキ10003だけであり、更に車体中央の1か所のみであった。積載の際は非扉妻面を背中合わせにして2個同時に積載するという方法を採用した。各種試験の後コキ10003は改造され他車と同様になった。
920形コンテナの全長を短縮した形状であり、寸法関係は全長1,621 mm、全幅2,370 mm、全高2,350 mm、荷重2.5 t、容積6.71 m3である。
1966年（昭和41年）6月に行われた改番によりC99形（C99 1,C99 2）と定められたが、使用予定も無いため標記書き換えは行われなかった。
1986年（昭和61年）度に廃止され形式消滅した。